# Campeonato panamericano
Un campeonato panamericano, campeonato interamericano o campeonato americano es una competencia deportiva a nivel continental (América) entre selecciones (o clubes) de los países o dependencias ubicados dentro de su territorio; y que son organizados o supervisados por las respectivas confederaciones u organizaciones deportivas; y que suele tener como objetivoː coronar a la mejor selección en la respectiva categoría por un determinado tiempo y/o servir como ćalificador a un torneo de mayor envergadura. También puede llevar el nombre de Copa Panamericana o Copa América.
En América, algunos deportes están regidos por dos Confederaciones continentalesː una que arropa a Norteamérica, Centroamérica y las Islas del Caribe; y otra que arropa a Sudamérica, como en el caso del fútbolː Concacaf y Conmebol, respectivamente.

## Atletismo
APA
- Campeonato Panamericano de Atletismo
  - Campeonato Panamericano de Atletismo Sub-20
  - Campeonato Panamericano de Atletismo Sub-17
- Campeonato Panamericano de Campo a Través
- Copa Panamericana de Pruebas Combinadas
- Copa Panamericana de Marcha

## Balonmano
PATHF
- Campeonato Panamericano de Balonmano
  - Campeonato Panamericano de Balonmano Sub-21
  - Campeonato Panamericano de Balonmano Masculino Sub-19
- Campeonato Panamericano de Balonmano Femenino
  - Campeonato Panamericano de Balonmano Femenino Sub-20
  - Campeonato Panamericano de Balonmano Femenino Sub-18
- Campeonato Panamericano de Balonmano Playa

## Baloncesto
FIBA Américas
- Campeonato FIBA Américas
  - Campeonato FIBA Américas Sub-18
  - Campeonato FIBA Américas Sub-16
- Campeonato FIBA Américas Femenino
  - Campeonato FIBA Américas Femenino Sub-18
  - Campeonato FIBA Américas Femenino Sub-16
- Liga de las Américas; clubes

## Bádminton
PABC
- Campeonato Panamericano de Bádminton
  - Campeonato Panamericano de Bádminton Juvenil

## Béisbol y sóftbol
COPABE
- - Campeonato Panamericano de Béisbol Sub-18
  - Campeonato Panamericano de Béisbol Sub-15
  - Campeonato Panamericano de Béisbol Sub-12
- Campeonato Panamericano Femenino de Béisbol

CONPASA
- Campeonato Panamericano de Sóftbol Masculino
- Campeonato Panamericano de Sóftbol Femenino

## Ciclismo
COPACI
- Campeonato Panamericano de Ciclismo en Ruta y Pista
  - Campeonato Panamericano de Ciclismo de Pista Juvenil
- UCI America Tour, una serie anual de competencias.

## Deportes de combate
CPLA
- Campeonato Panamericano de Lucha
  - Campeonato Panamericano Juvenil de Lucha

PKF
- Campeonato Panamericano de Karate
  - Campeonato Panamericano Juvenil de Karate

CPE
- Campeonato Panamericano de Esgrima
  - Campeonato Panamericano Juvenil de Esgrima

PJC
- Campeonato Panamericano de Judo
  - Campeonato Panamericano Juvenil de Judo

PATU
- Campeonato Panamericano de Taekwondo
  - Campeonato Panamericano Juvenil de Taekwondo

COPABO
- Campeonato Continental de Boxeo
  - Campeonato Continental Juvenil de Boxeo
- Campeonato Continental de Boxeo Femenino

PAWF
- Campeonato Panamericano de Wushu

## Natación
CONSANAT
- Campeonato Sudamericano de Natación

CCCAN
- Campeonato Centroamericano y del Caribe de Natación

## Fútbol
- Campeonato Panamericano de Fútbol

Conmebol
- Copa América
  - Campeonato Sudamericano de Fútbol Sub-20
  - Campeonato Sudamericano de Fútbol Sub-17
  - Campeonato Sudamericano de Fútbol Sub-15
- Copa América Femenina
  - Campeonato Sudamericano Femenino Sub-20
  - Campeonato Sudamericano Femenino Sub-17
- Copa Conmebol Libertadores
  - Copa Libertadores Sub-20
- Copa Libertadores de América Femenina

Concacaf
- Copa de Oro de la Concacaf
  - Campeonato Sub-20 de la Concacaf
  - Campeonato Sub-17 de la Concacaf
  - Campeonato Sub-15 de la Concacaf
- Premundial Femenino de Concacaf
  - Campeonato Femenino Sub-20 de la Concacaf
  - Campeonato Femenino Sub-17 de la Concacaf
  - Campeonato Femenino Sub-15 de la Concacaf

### Fútbol playa
Conmebol
- Campeonato de Fútbol Playa de Conmebol

Concacaf
- Campeonato de Fútbol Playa de Concacaf

## Futsal

#### PANAFUTSAL
- Campeonato Panamericano de Futsal
- Campeonato Panamericano de Clubes de Futsal

#### CSFS
- Campeonato Sudamericano de Futsal
  - Campeonato Sudamericano Juvenil de Futsal
- Campeonato Sudamericano Femenino de Futsal
- Campeonato Sudamericano de Clubes de Futsal

#### Conmebol
- Copa América de fútbol sala
  - Sudamericano de Futsal Sub-20
- Sudamericano Femenino de Futsal
- Copa Libertadores de fútbol sala
- Copa Libertadores Femenina de Futsal

#### Concacaf
- Campeonato de Futsal de Concacaf

## Halterofilia
PAWF
- Campeonato Panamericano de Halterofilia
  - Campeonato Panamericano de Halterofilia Sub-20
  - Campeonato Panamericano de Halterofilia Sub-17

## Hockey sobre césped
PAHF
- Copa Panamericana de Hockey sobre césped
  - Campeonato Panamericano de Hockey Sobre Césped Sub-21
  - Campeonato Panamericano de Hockey Sobre Césped Sub-18
- Copa Panamericana Bajo Techo de Hockey

## Rugby
Americas Rugby
- Panamericano de Rugby; Antiguo torneo de 4 selecciones
- Americas Rugby Championship; Actual torneo informalmente llamado Seis Naciones de las Américas (1º división)
- Americas Rugby Challenge; (2ª división)

Sudamérica Rugby (SAR)
- Sudamericano de Rugby A; Rugby union (1º división)
- Sudamericano de Rugby B; Rugby union (2ª división)
- Sudamericano de Rugby C; Rugby union (3ª división)
- Seven Sudamericano Masculino; Rugby seven
- Seven Sudamericano Femenino; Rugby seven
  - Sudamericano Juvenil de Rugby; Rugby union
  - Sudamericano Juvenil B de Rugby; Rugby union

Rugby Americas North (RAN)
- Rugby Americas North Championship; Rugby union
- Rugby Americas North Championship Femenino; Rugby union
- Rugby Americas North Sevens; Rugby seven
- Rugby Americas North Sevens Femenino; Rugby seven

## Tenis de mesa
ULTM
- Campeonato Latinoamericano de Tenis de Mesa
  - Campeonato Latinoamericano Juvenil de Tenis de Mesa
- Copa Latinoamericana de Tenis de Mesa

## Voleibol
CSV
- Campeonato Sudamericano de Voleibol
  - Campeonato Sudamericano de Voleibol Masculino Sub-23
  - Campeonato Sudamericano de Voleibol Masculino Sub-21
  - Campeonato Sudamericano de Voleibol Masculino Sub-19
  - Campeonato Sudamericano de Voleibol Masculino Sub-17
- Campeonato Sudamericano de Voleibol Femenino
  - Campeonato Sudamericano de Voleibol Femenino Sub-22
  - Campeonato Sudamericano de Voleibol Femenino Sub-20
  - Campeonato Sudamericano de Voleibol Femenino Sub-18
  - Campeonato Sudamericano de Voleibol Femenino Sub-16
- Campeonato Sudamericano de Clubes de Voleibol Femenino
- Campeonato Sudamericano de Clubes de Voleibol Masculino

NORCECA
- Campeonato NORCECA de Voleibol
  - Campeonato NORCECA de Voleibol Masculino Sub-21
  - Campeonato NORCECA de Voleibol Masculino Sub-19
- Campeonato NORCECA de Voleibol Femenino
  - Campeonato NORCECA de Voleibol Femenino Sub-20
  - Campeonato NORCECA de Voleibol Femenino Sub-18

NORCECA y CSV (invitados)
- Copa Panamericana de Voleibol Femenino
- Copa Panamericana de Voleibol Masculino
- Copa Panamericana de Voleibol Femenino
  - Copa Panamericana de Voleibol Femenino Sub-23
  - Copa Panamericana de Voleibol Femenino Sub-20
  - Copa Panamericana de Voleibol Femenino Sub-18

### Voleibol playa
- Circuito NORCECA de Vóley Playa

## Otros deportes
- Campeonato Panamericano de Gimnasia
- Campeonato Panamericano de Piragüismo en Aguas Tranquilas
- Campeonato Sudamericano de Críquet
  - Campeonato ICC Américas Sub-19; Criquet
- Campeonato Panamericano de Remo
- Campeonato Panamericano de Surf
- Campeonato Panamericano de Pesca Submarina

## Tabla de los campeones

### Campeonatos panamericanos por deporte colectivos
| Deporte             | Federación continental | Último campeonato | Campeón           | Sub-campeón          | Próximo campeonato |
| Fútbol              | Conmebol               | 2024              | Argentina         | Colombia             | 2028               |
| Fútbol              | Conmebol               | 2014              | Brasil            | Colombia             | 2018               |
| Fútbol              | Concacaf               | 2017              | Estados Unidos    | Jamaica              | 2019               |
| Fútbol              | Concacaf               | 2014              | Estados Unidos    | Costa Rica           | 2018               |
| Fútbol de salón     | Conmebol               | 2017              | Brasil            | Argentina            | 2019               |
| Fútbol de salón     | Conmebol               | 2015              | Colombia          | Uruguay              | 2019               |
| Fútbol de salón     | Concacaf               | 2016              | Costa Rica        | Panamá               | 2020               |
| Fútbol playa        | Conmebol               | 2017              | Brasil            | Paraguay             | 2019               |
| Fútbol playa        | Concacaf               | 2017              | Panamá            | México               | 2019               |
| Baloncesto          | FIBA Américas          | 2017              | Estados Unidos    | Argentina            | 2019               |
| Baloncesto          | FIBA Américas          | 2017              | Canadá            | Argentina            | 2019               |
| Balonmano           | PATHF                  | 2016              | Brasil            | Chile                | 2018               |
| Balonmano           | PATHF                  | 2017              | Brasil            | Argentina            | 2019               |
| Balonmano playa     | PATHF                  | 2016              | Estados Unidos    | Uruguay              | 2018               |
| Balonmano playa     | PATHF                  | 2016              | Uruguay           | Argentina            | 2018               |
| Hockey sobre césped | PAHF                   | 2017              | Argentina         | Canadá               | 2019               |
| Hockey sobre césped | PAHF                   | 2017              | Argentina         | Chile                | 2019               |
| Hockey bajo techo   | PAHF                   | 2017              | Trinidad y Tobago | Argentina            | 2020               |
| Hockey bajo techo   | PAHF                   | 2017              | Estados Unidos    | Argentina            | 2020               |
| Sóftbol             | CONPASA                | 2017              | Venezuela         | Argentina            | 2021               |
| Sóftbol             | CONPASA                | 2017              | Estados Unidos    | México               | 2021               |
| Voleibol            | CSV                    | 2017              | Argentina         | Puerto Rico          | 2018               |
| Voleibol            | CSV                    | 2017              | Estados Unidos    | República Dominicana | 2018               |
| Voleibol            | NORCECA                | 2017              | Estados Unidos    | República Dominicana | 2019               |
| Voleibol            | NORCECA                | 2015              | Estados Unidos    | República Dominicana | 2017               |

### Campeonatos panamericanos juveniles por deporte colectivos
| Categoría | Federación continental | Último campeonato | Campeón                             | Sub-campeón    | Próximo campeonato |
| Sub-20    | Conmebol               | 2017              | Uruguay                             | Ecuador        | 2019               |
| Sub-17    | Conmebol               | 2017              | Brasil                              | Chile          | 2019               |
| Sub-15    | Conmebol               | 2017              | Argentina                           | Brasil         | 2019               |
| Sub-20    | Conmebol               | 2018              | Brasil                              | Paraguay       | 2020               |
| Sub-17    | Conmebol               | 2018              | Brasil                              | Colombia       | 2020               |
| Sub-20    | Concacaf               | 2017              | Estados Unidos                      | Honduras       | 2019               |
| Sub-17    | Concacaf               | 2017              | México                              | Estados Unidos | 2019               |
| Sub-20    | Concacaf               | 2018              | México                              | Estados Unidos | 2020               |
| Sub-17    | Concacaf               | 2018              | Estados Unidos                      | México         | 2020               |
| Sub-20    | Conmebol               | 2020              | Brasil                              | Argentina      | 2020               |
| Sub-18    | FIBA Américas          | 2016              | Estados Unidos                      | Canadá         | 2018               |
| Sub-16    | FIBA Américas          | 2017              | Estados Unidos                      | Canadá         | 2019               |
| Sub-18    | FIBA Américas          | 2016              | Estados Unidos                      | Canadá         | 2018               |
| Sub-16    | FIBA Américas          | 2017              | Estados Unidos                      | Canadá         | 2019               |
| Sub-21    | PATHF                  | 2017              | Brasil                              | Argentina      | 2019               |
| Sub-19    | PATHF                  | 2017              | Argentina                           | Brasil         | 2019               |
| Sub-20    | PATHF                  | 2016              | Brasil                              | Argentina      | 2018               |
| Sub-18    | PATHF                  | 2016              | Brasil                              | Paraguay       | 2018               |
| Sub-23    | COPABE                 | 2017              | Venezuela                           | México         | 2019               |
| Sub-18    | COPABE                 | 2016              | Estados Unidos                      | Cuba           | 2018               |
| Sub-15    | COPABE                 | 2017              | Estados Unidos República Dominicana | No hubo        | 2019               |
| Sub-12    | COPABE                 | 2016              | Canadá                              | Estados Unidos | 2018               |
| Sub-21    | PAHF                   | 2016              | Argentina                           | Canadá         | 2020               |
| Sub-18    | PAHF                   | 2014              | Argentina                           | Canadá         | 2018               |
| Sub-20    | PAHF                   | 2016              | Argentina                           | Estados Unidos | 2020               |
| Sub-17    | PAHF                   | 2014              | Argentina                           | Uruguay        | 2018               |
| Sub-23    | CSV                    | 2016              | Argentina                           | Cuba           | 2018               |
| Sub-21    | CSV                    | 2017              | Brasil                              | Cuba           | 2019               |
| Sub-19    | CSV                    | 2017              | México                              | Chile          | 2019               |
| Sub-23    | CSV                    | 2016              | República Dominicana                | Argentina      | 2018               |
| Sub-20    | CSV                    | 2017              | Estados Unidos                      | Argentina      | 2019               |
| Sub-18    | CSV                    | 2017              | Colombia                            | Cuba           | 2019               |
| Sub-21    | NORCECA                | 2016              | Estados Unidos                      | Cuba           | 2018               |
| Sub-19    | NORCECA                | 2016              | Cuba                                | Estados Unidos | 2018               |
| Sub-20    | NORCECA                | 2016              | República Dominicana                | Estados Unidos | 2018               |
| Sub-18    | NORCECA                | 2016              | República Dominicana                | Estados Unidos | 2018               |